# Clavulinopsis hisingeri
Clavulinopsis hisingeri är en svampart som först beskrevs av Petter Adolf Karsten, och fick sitt nu gällande namn av D.A. Reid 1962. Clavulinopsis hisingeri ingår i släktet Clavulinopsis och familjen fingersvampar.   Inga underarter finns listade i Catalogue of Life.